# Rita Deneve
Rita Deneve (Liedekerke, 6 december 1944 – Mechelen, 31 januari 2018) was een Vlaamse zangeres. Deneve is vooral bekend van haar lied De allereerste keer uit 1971, dat een nummer 1-hit in Vlaanderen was.

## Biografie
Deneve begon haar carrière in 1961. Vier jaar later won zij de finale van het talentenjachtprogramma Ontdek de ster. In 1966 was ze lid van de Belgische ploeg die derde werd op het Songfestival van Knokke (De Europabeker voor Zangvoordracht). In 1969 was ze lid van de Belgische ploeg die ex-aequo met Spanje op de eerste plaats eindigde op 'Singing Europe' in de Nederlandse badplaats Scheveningen. In 1971 deed ze ook mee aan de Gouden Sirene van Middelkerke.
Rita Deneve stond verschillende keren in de Belgische finale voor het Eurovisiesongfestival: in 1967 eindigde ze vierde met De eerste kus in Canzonissima, de toenmalige Vlaamse voorronde voor het het Eurovisiesongfestival. In 1973 werd ze tweede met Vrede voor iedereen en vierde met Ga met me mee in Liedje voor Luxemburg. In 1975 was ze zesde in Eurosong, met Dance dance mama.
Rita Deneve had een aantal hits in Vlaanderen, zoals Juanita Jones (1968), Olé Oké / Op een zomerdag (1969), Dans de hele nacht (1969), Aan 't Meer van Lugano (1970) en Het vuur van de liefde (1971). Haar populariteit was zo groot dat ze een eigen fanclub kreeg in Pamel en op 22 januari 1972 tot ereburger van haar geboorteplaats Liedekerke werd uitgeroepen. Voor een van haar meest gewaardeerde nummers, Zonder jou (april 1971) nam ze een videoclip op op een vliegveld, verwijzend naar het thema van het nummer: afscheid op een luchthaven. Haar grootste hit werd echter De allereerste keer (1971), dat nog steeds geregeld wordt gespeeld op de Vlaamse radio en tijdens fuiven. Dit nummer is een cover van Giramondo van de Italiaanse zanger Nicola di Bari. Later werd het onder meer nog gecoverd door Nicole en Hugo in 2005 en Laura Lynn in 2007.
Naarmate de jaren 70 vorderden verdween Deneve uit de Vlaamse hitparade. Haar single Veel bittere tranen, een cover van Annie de Reuver uit 1958, flopte. Ze trok zich een tijdlang terug uit de muziekwereld en werd docent aan het Hoger Instituut voor Dramatische Kunst in Antwerpen. In 1990 waagde ze zich aan een comeback, maar dit was slechts van korte duur. In 1993 was zij kritisch jurylid tijdens Eurosong.
Naast zangeres was ze ook actrice. Zo speelde ze o.a. een gastrol in de televisiereeks Slisse & Cesar op VTM als lid van de vriendenkring van de coiffeur in 1998, en als directrice in de VRT-reeks Postbus X in 1988.
Op 13 mei 2015 kreeg ze, als eerste in deze nieuwe categorie, een carrièreprijs op de 11e editie van de Golden Lifetime Awards van de stad Aarschot. Deze prijs wordt sindsdien jaarlijks uitgereikt aan een Vlaamse artiest die zijn/haar carrière vroegtijdig gestopt heeft.
Op 31 januari 2018 overleed Deneve in Mechelen na een strijd tegen kanker. Ze werd 73 jaar.